# Alysson Paolinelli
Alysson Paolinelli (Bambuí, 10 de julho de 1936 – Belo Horizonte, 29 de junho de 2023) foi um agrônomo e político brasileiro, formado em Engenharia Agronômica pela Universidade Federal de Lavras. Especializou-se nos estudos sobre o potencial da região do Cerrado para a produção agrícola

## Biografia

Alysson Paolinelli, Ministro da Agricultura, em 1974

Filho de um engenheiro agrônomo responsável pelo posto agropecuário de Bambuí, Paolinelli deixou a cidade natal aos 15 anos para estudar em Lavras. Formou-se em 1959 pela então Escola Superior de Agricultura de Lavras (Esal), atual Universidade Federal de Lavras (Ufla). No mesmo ano tornou-se professor na instituição, onde mais tarde ocuparia o cargo de diretor.
Em 1971, assumiu a Secretaria de Agricultura de Minas Gerais e criou incentivos e inovações tecnológicas que colaboraram para que o estado se tornasse o maior produtor de café do Brasil. Foi ministro da Agricultura no governo de Ernesto Geisel, de 15 de março de 1974 a 15 de março de 1979. Nesse período, Paolinelli modernizou a Empresa Brasileira de Pesquisa Agropecuária (Embrapa) e promoveu a ocupação econômica do Cerrado, implantando a Embrapa Cerrados. Foi filiado ao PSD, Arena, PDS e PFL. Por este último elegeu-se deputado federal por Minas Gerais nas eleições de 1986, fazendo parte da Assembleia Nacional Constituinte de 1987-1988.[carece de fontes?]
Alysson Paolinelli sempre foi incentivador da pesquisa, ciência e tecnologia. Implantou um programa de bolsa de estudos para estudantes brasileiros em diversos centros de pesquisa em agricultura pelo mundo, como por exemplo nos Estados Unidos. Após deixar o ministério, foi presidente do Banco do Estado de Minas Gerais e presidente da Confederação Nacional da Agricultura (CNA). Também foi presidente executivo da Associação Brasileira dos Produtores de Milho (Abramilho).
Fundou, em 2012, o Instituto Fórum do Futuro, promovendo debates sobre desenvolvimento sustentável. Nele, estava à frente do Projeto Biomas Tropicais, que visava o uso da ciência para definir limites do uso sustentável dos recursos de cada bioma. Integrou o Rotary Club de Lavras desde 2021.
Faleceu aos 86 anos, no dia 29 de junho de 2023, por complicações depois de uma cirurgia para colocar uma prótese no fêmur, após quase 30 dias internado no Hospital Madre Tereza, em Belo Horizonte. 

## Prêmios
Em 2006 ganhou o prêmio World Food Prize. O prêmio seria o equivalente ao Nobel da alimentação. É dado a pessoas que ajudaram consideravelmente a população a melhorar a qualidade, quantidade ou disponibilidade de alimentos no mundo.
Em 2021, Paolinelli foi indicado ao Prêmio Nobel da Paz.
Em dezembro de 2022, foi condecorado com a Ordem de Rio Branco no grau de Grande Oficial do quadro suplementar.